# Primera batalla de Valencia
La primera batalla de Valencia fue un enfrentamiento armado de la Guerra de la Independencia Española que tuvo lugar en la ciudad de Valencia el 28 de junio de 1808.

## Antecedentes
En la Europa de principios del siglo XIX, donde apenas diecisiete ciudades superaban los 100 000 habitantes, la tercera ciudad de España era Valencia con 80 000 habitantes. Su economía estaba basada en la producción de tejidos de seda y de cerámica además de la producción agrícola de la huerta que la rodea. Tiene puerto, universidad y una guarnición de un millar de soldados del Real Ejército. La crisis europea de finales del siglo XVIII ha generado una masa desempleada que en Valencia ya se demostró incontrolable en los disturbios por el reclutamiento de 1801.
El 28 de octubre de 1807 por el Tratado de Fontainebleau se autoriza a que un cuerpo de ejército francés atraviese el territorio español para invadir Portugal. Pero en febrero y marzo de 1808 otros cuatro cuerpos de ejército entran en España sin autorización ocupando Pamplona, Barcelona, San Sebastián y el castillo de Figueras. Cunde la alarma en la población y la corte españolas, produciéndose el 19 de marzo de 1808 el Motín de Aranjuez en el que cae Godoy y el rey Carlos IV abdica. El 23 de marzo de 1808 el mariscal del Imperio Joaquín Murat entra en Madrid con los cuerpos de ejército de Dupont y Moncey. Con el ejército español desplegado en las costas frente al enemigo británico y los teóricos aliados franceses rodeando la capital, el joven rey Fernando VII no tiene más salida que ir a Bayona a negociar. Pero Napoleón le exige la corona y el 2 de mayo de 1808 Murat aplasta la revuelta de la población madrileña. El día 6 de mayo Fernando VII devuelve la corona a su padre Carlos IV, que la entrega a Napoleón y éste la cede a su hermano como José I Bonaparte rey de España.
En la Gazeta de Madrid del 20 de mayo de 1808 se anuncian las abdicaciones de Bayona, y a medida que va llegando a las distintas capitales empiezan las sublevaciones en nombre de Fernando VII: el 22 se subleva Cartagena y en Valencia el 23 de mayo de 1808 el “Crit del Palleter” declara la guerra a Napoleón, el padre Rico y los financieros Beltrán de Lis junto al capitán González Moreno del regimiento Saboya apoyan la agitación callejera, y el Real Acuerdo reunido por el capitán general conde de la Conquista llama al alistamiento general para formar un ejército que dirigirá el popular conde de Cervellón antiguo coronel del regimiento de infantería de línea “Corona”. El 25 de mayo se forma la Junta Suprema de Valencia, encabezada por el conde de la Conquista, y por medio del cónsul de Dinamarca el británico Pedro Tupper se envían cartas a Gibraltar informando de la situación y estableciendo la paz con el Reino Unido de Gran Bretaña e Irlanda.

## El mariscal Moncey se acerca a Valencia

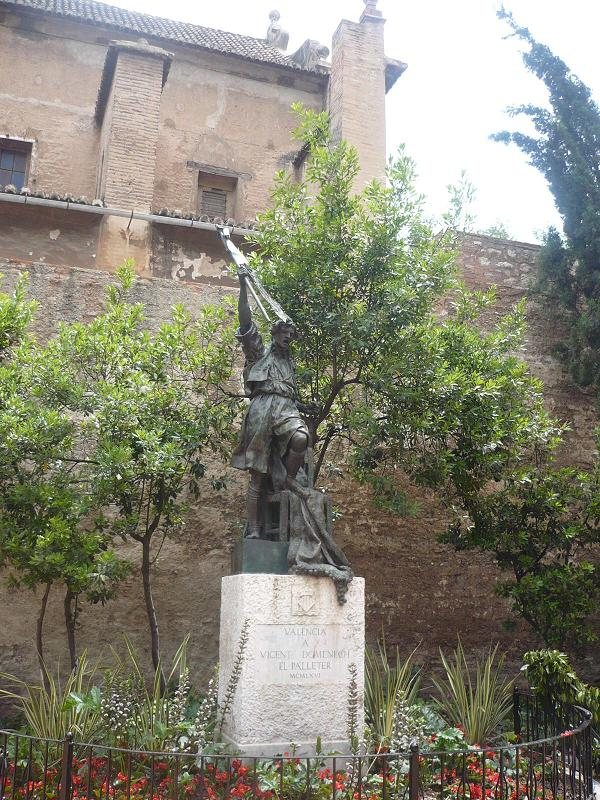
Vicent Doménech “El Palleter”, en la estatua erigida en los jardines de Guillem de Castro junto a las Torres de Quart.

Las sublevaciones se suceden por toda España y el mando francés envía desde Madrid el 23 de mayo al general Dupont hacia Andalucía y el 4 de junio al mariscal Moncey hacia Valencia. Mientras tanto en Valencia el canónigo Baltasar Calvo toma el control de los extremistas más fanáticos y la noche del 5 de junio se apodera de la Ciudadela junto a la Puerta de la Mar y asesina a los residentes franceses a los que la Junta había dado refugio, el 6 de junio los extremistas controlan las calles, pero por fin el 7 de junio la Junta logra capturar a Calvo y con la llegada del segundo batallón del Regimiento de Zapadores-Minadores fugado de Alcalá de Henares recupera el control de la Ciudadela.
El mariscal Bon Adrien Jeannot de Moncey llega a Cuenca el 11 de junio. Moncey es un veterano de 54 años que ya se enfrentó a los españoles en la Guerra de la Convención de 1793 a 1795, derrotó a los austriacos en Italia en 1800, en 1804 ha sido nombrado por Napoleón mariscal del Imperio y conde de Conegliano, y el dos de mayo de 1808 sus fuerzas han aplastado la revuelta madrileña. De su Cuerpo de Observación de las Costas del Océano para ésta campaña lleva a 10 000 de sus hombres: la 1.ª división Musnier de infantería, la brigada Whatier de caballería, la artillería del general Couin con 16 piezas, los ingenieros del general Cazals y como jefe de su Estado Mayor al general Harispe, además de unidades logísticas y de transporte. Las unidades españolas que debían habérsele unido en Cuenca no aparecen, y hay noticias de que se han unido a los rebeldes.
Ante la amenaza la Junta de Valencia envía al coronel Pedro Adorno del regimiento Saboya como general en funciones que el 15 de junio llega a Requena tomando posiciones en las Hoces del Cabriel a 100 km al oeste de Valencia bloqueando con sus 4000 reclutas el camino secundario de Madrid a la ciudad por Cuenca. Desde Almansa 100 km al sur el general Pedro González-Llamas que bloqueaba el camino principal con sus 6000 soldados de Cartagena y Alicante acude en su ayuda, y desde la ciudad de Valencia parte el teniente general conde de Cervellón con una escolta de caballería para cubrir el hueco de Almansa a otros 100 km al suroeste de Valencia formando una fuerza de voluntarios de la milicia de los pueblos del sur de la actual provincia de Valencia y de Alicante.

## Los primeros combates: el Pajazo, las Cabrillas y San Onofre
La noche del 17 al 18 de junio, a cubierto de miradas inoportunas, el mariscal Moncey sale de Cuenca con sus fuerzas y avanza hacia Valencia. El 21 de junio llega a las Hoces del Cabriel: evita a la fuerza principal de Adorno en el puente de Vadocañas y en el Combate del puente del Pajazo aplasta a los defensores. El 23 de junio vuelve a romper la defensa en el Combate de las Cabrillas en el Portillo de Buñol a 40 km de Valencia, esta vez al segundo intento, y envía a la Junta de Valencia una propuesta de rendición que es rechazada.
Ante la amenaza la ciudad de Valencia se está fortificando a marchas forzadas, organizando la defensa el brigadier Felipe de Saint March que consigue retrasar un día a Moncey con el “Combate de la ermita de San Onofre” el 27 de junio a apenas 7 km de la ciudad. Nacido en Bélgica como Philippe-Aguste de Saint-Marq, sirve a la Corona española desde los catorce años. Está en Madrid durante el Levantamiento del 2 de mayo de 1808 y a sus 46 años es capitán del regimiento de Reales Guardias Valonas de la guardia real habiendo españolizado su nombre como Felipe de Saint March. El 18 de mayo se fuga y el 24 de junio llega a Valencia donde como oficial más veterano es puesto al mando de las fuerzas disponibles para la defensa como brigadier en funciones.
Tras el combate Saint March envía al capitán de fragata José Caro, que ha mandado a la fuerza desplegada ante Cuart de Poblet, hacia el sur en busca del conde de Cervellón que se acerca desde Almansa con los voluntarios de la milicia que ha conseguido reunir. A las doce de la noche desde la población de Cuart de Poblet el mariscal Moncey vuelve a exigir la rendición de la ciudad. Reunida esa madrugada la Junta de Valencia presidida por el capitán general conde de la Conquista, tras un breve debate en medio de la agitación callejera, se le responde: «Excmo. Señor. El pueblo de Valencia prefiere la muerte en su defensa a todo acomodamiento. Así lo ha hecho entender la Junta y ésta lo traslada a V.E. para su gobierno.»

## La batalla de Valencia de 1808

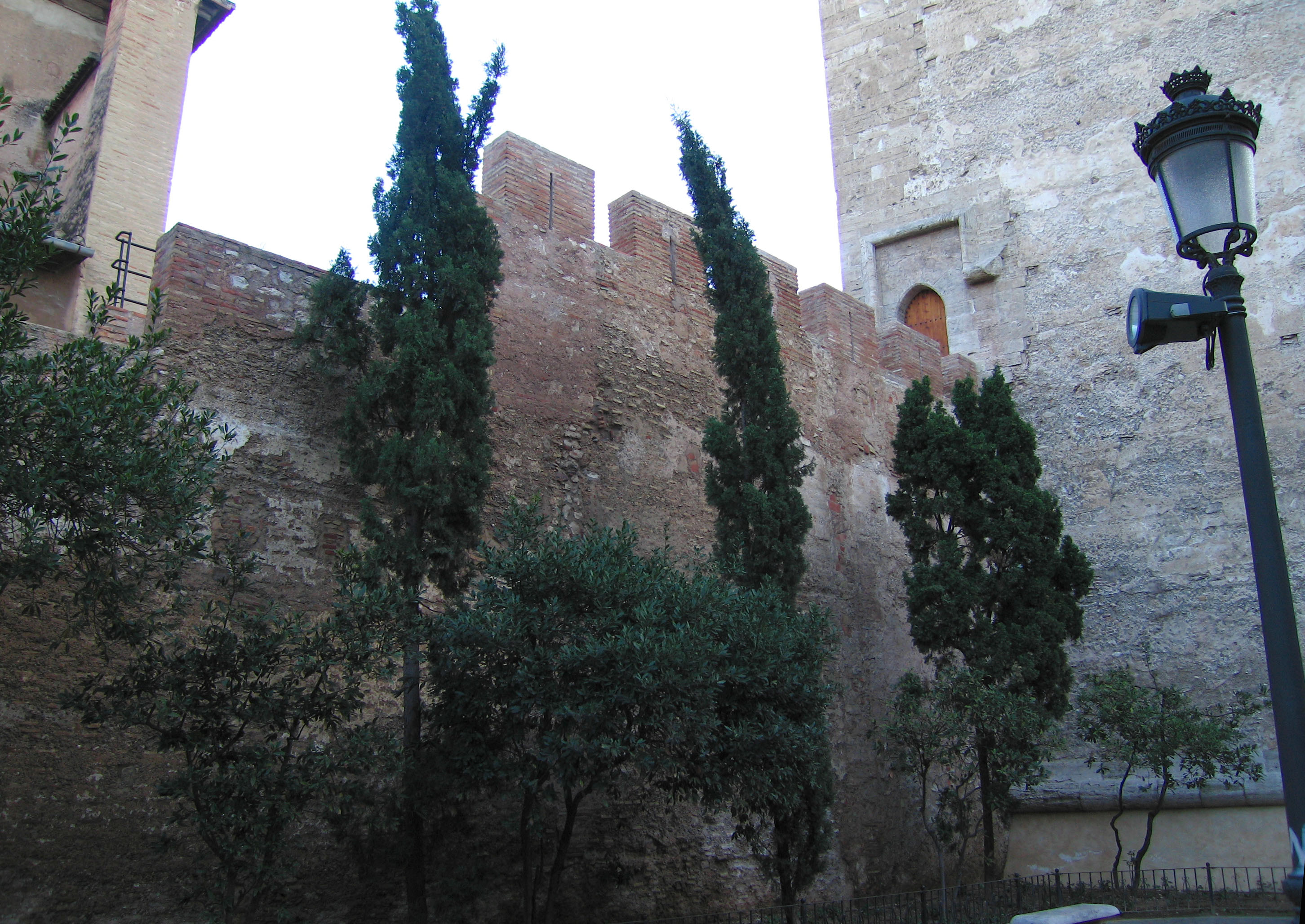
La muralla de la ciudad de Valencia, en su tramo superviviente junto a las Torres de Quart

La Valencia de entonces es la actual Ciutat Vella, rodeada por el río Turia al norte y la calle Colón al este con las calles Xátiva al sur y Guillem de Castro al oeste, pero ante cada puerta hay un arrabal indefendible y su población ha de refugiarse en la ciudad. Valencia no ha conocido un asedio desde hace siglos y apenas cuenta con sus viejas murallas medievales: tan viejas que la torre de Santa Catalina de la muralla, en el solar del actual IVAM al oeste de la ciudad cerca de la puerta de San José o Portal Nou, se derrumbó en 1772 dejando un hueco de grandes dimensiones que se ha tenido que bloquear construyendo un fortín de sacos terreros armado con cañones que dirige el comandante Manuel de Velasco.
En la ciudad la principal línea de defensa habrán de ser los cinco kilómetros de las viejas murallas medievales: se han instalado cañones en las puertas y la compañía fija del 2.º Regimiento de la Real Artillería a Pie reforzada por marineros del Grao maneja las piezas. Los soldados regulares organizan a los 20 000 voluntarios de la milicia de Valencia y de los municipios de los alrededores refugiados en la ciudad. El padre Rico, el conde de la Conquista, el arzobispo Company y todo tipo de personajes recorren las calles animando a la defensa. La noche del 27 al 28 de junio de 1808 el brigadier Saint March oculta en el pueblo de Campanar, en la orilla norte del río Turia a apenas 1,2 km al noroeste de Valencia, al conde de Romrée con 1000 reclutas y soldados.
Al amanecer del día 28 de junio de 1808 los 10 000 soldados imperiales marchan hasta la Cruz de Mislata, a 2,5 km al oeste de Valencia, desplegándose para avanzar hacia la ciudad. Ocupan el arrabal de Quart, el mariscal Moncey despliega la artillería en el convento del Socorro y el Jardín Botánico, y tras tres horas de bombardeo a las dos del mediodía empieza el ataque de la infantería: de las dos brigadas de la 1.ª división Musnier la brigada Brun se encuentra con el fortín de Santa Catalina del comandante Velasco donde los soldados del regimiento Provincial de Soria junto a los reclutas del regimiento Voluntarios de Segorbe y milicianos valencianos rechazan su ataque, mientras la brigada Isembourg en las Torres de Quart es rechazada por el barón de Petrés con soldados de los regimientos Reales Guardias Españolas y América junto a los veteranos de la Compañía de Inválidos Hábiles y milicianos valencianos.

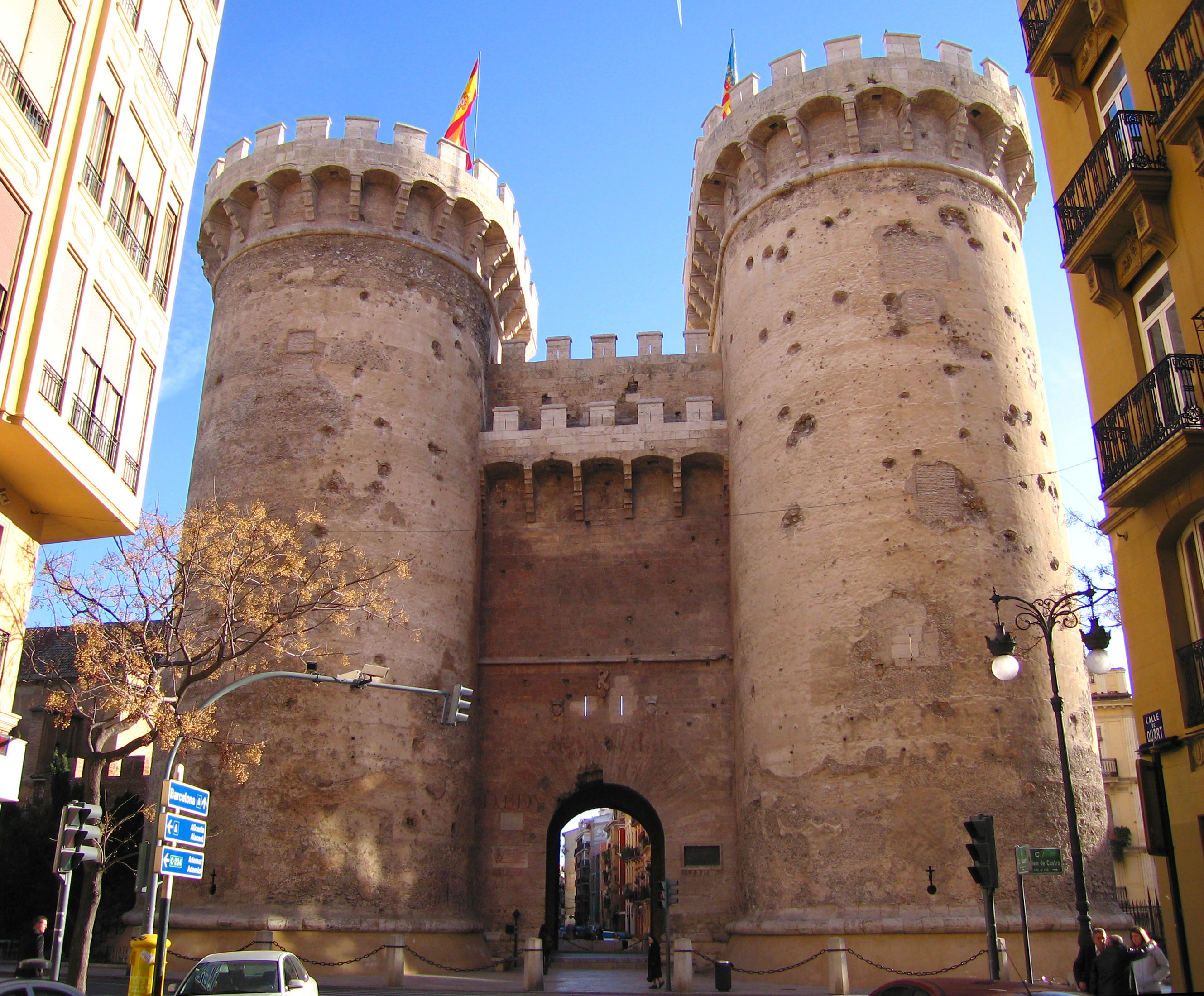
Las Torres de Quart: aún muestran los impactos de los proyectiles, tanto de cañón como de mosquete, respetados en la reciente restauración

A las tres de la tarde Moncey repite el ataque, pero tras otra hora de combate la fuerza oculta en Campanar ataca: el conde de Romrée con reclutas de los regimientos Voluntarios del Reino, Cazadores Voluntarios de Valencia, Voluntarios de Segorbe, los jinetes de la Maestranza de Valencia y los soldados del regimiento Dragones de Numancia asaltan la retaguardia francesa y la batería emplazada en el Jardín Botánico ha de inutilizar sus cañones para escapar, pero Moncey suspende el ataque para rechazar a esta fuerza que finalmente ha de replegarse a Campanar. A las cinco de la tarde las fuerzas francesas simulan atacar los mismos puntos, cuando desde el sur cayó un repentino diluvio artillero sobre la puerta de San Vicente —en la actual plaza de San Agustín— y la brigada Brun con los húsares de Whatiers atacaron: el coronel Bruno Barrera con soldados del regimiento Saboya y milicianos valencianos consiguieron rechazar el ataque.
A las ocho de la tarde de ese día 28 de junio de 1808 cayeron las sombras del anochecer y fueron los envalentonados defensores los que empezaron a hostigar a las fuerzas francesas: Moncey replegó sus tropas a Mislata y Cuart de Poblet donde pasaron la noche, mientras en la ciudad reina la euforia. Popularmente han llamado la atención el torero Juan Bautista Moreno “Sabateret” en las Torres de Quart, y Miguel García mesonero de la calle San Vicente en las salidas al anochecer desde la puerta de Ruzafa, mientras por su dirección de la defensa Felipe de Saint March es ascendido a general de división —entonces llamado mariscal de campo—. Las cifras oficiales inscritas en el Archivo de la Guerra francés registran 200 muertos entre ellos el general de ingenieros Cazals y 500 heridos además de haber sido inutilizada parte de la artillería, mientras que protegidos tras los muros las bajas españolas han sido escasas y desde el oeste los 6000 soldados españoles del general Llamas ya están en la población de Chiva a apenas 25 kilómetros de Valencia. Moncey no puede arriesgarse a ser aplastado contra las murallas de la ciudad y al amanecer inicia la retirada a toda velocidad hacia el sur.

## El fin de la campaña
El Camino Real principal que une Valencia con Madrid está pavimentado desde 1761, y discurre desde Valencia cruzando el río Júcar por Alcira de camino hacia Játiva y el puerto de Almansa antes de marchar hacia Albacete y Madrid. El conde de Cervellón ha cortado el camino principal en el puente de Alcira sobre el río Júcar a 45 km al sur de Valencia con 10 000 voluntarios de la milicia y seis cañones, y 14 km río arriba otros 5000 al mando del general Roca cubren el otro posible punto de paso secundario en el Azud de Antella donde comienza la Acequia Real del Júcar.
El mariscal Moncey en la población de Silla se aparta del Camino Real tomando otro en desuso que sigue la Acequia Real desembocando desde la población de Alberique en el Azud de Antella el 1 de julio de 1808: lanza a todas sus fuerzas sobre los voluntarios de la milicia de Roca a los que arrolla y cierra las compuertas de la Casa del Rey provocando el desbordamiento del río Júcar para impedir que Cervellón pueda alcanzarlo. Esa misma tarde el general Llamas por el Camino Real llega al puente de Alcira donde se encuentra con el conde de Cervellón: el mariscal Moncey ha logrado escapar y sigue marchando hacia Almansa y Madrid.
En Valencia el 3 de julio de 1808 el criminal Baltasar Calvo es juzgado y ejecutado, ese mismo día desde Valencia el general Saint March parte hacia Cuenca y Zaragoza, y en Alcira el general Llamas ha reorganizado sus fuerzas y el 5 de julio continúa su persecución. En Andalucía el 19 de julio el general Dupont es vencido en la batalla de Bailén por las tropas españolas del general Castaños, José I Bonaparte abandona Madrid y el 1 de agosto el mariscal Moncey ha completado la evacuación francesa de la capital. El general Llamas con el Ejército de Valencia y Murcia llega a Madrid el 13 de agosto entre aclamaciones, y el 23 de agosto llega Castaños con su Ejército de Andalucía y el recibimiento alcanza el delirio. Mientras tanto el 14 de agosto de 1808 la división valenciana del general Saint March atraviesa el cerco de Zaragoza uniéndose a Palafox, que esa misma tarde contraataca: las fuerzas francesas del general Verdier levantan esa misma noche el cerco y se retiran al amparo de la oscuridad.
El 16 de julio de 1808 la Junta Suprema de Valencia había emitido un comunicado destinado a todas las juntas, solicitando la formación de una Junta Central que en nombre del rey Fernando VII unifique el esfuerzo común contra la invasión francesa: esa Junta Central se constituirá en Aranjuez el 25 de septiembre de 1808.

## Las otras batallas de Valencia: 1810, 1812 y la ocupación francesa
La victoria española en verano de 1808 lleva a la segunda invasión en otoño del mismo año con Napoleón a la cabeza de su Grande Armée ocupando Madrid en diciembre, el contraataque español empieza en primavera de 1809 con las victorias de Tamames y del “ejército de Aragón y Valencia” en la batalla de Alcañiz pero termina en otoño con la gran derrota de Ocaña.
En verano de 1810 el duque de Wellington se protege tras Torres Vedras en Portugal, las fuerzas francesas ocupan Andalucía asediando Cádiz. Desde Aragón el mariscal Suchet se presenta ante Valencia el 5 de marzo de 1810, pero encuentra nuevas fortificaciones y al ahora capitán general José Caro dispuesto a la resistencia a cualquier precio: tras cinco días frente a las defensas de la ciudad atrincherado en el Palacio del Real —en la “Muntanyeta de Elío” de los actuales Viveros que eran sus jardines— el 10 de marzo de 1810 se retira volviendo de nuevo a Aragón. Tras la retirada de Suchet, y para evitar que pudiera ser utilizado de nuevo por el enemigo, el 12 de marzo de 1810 se ordena la demolición del Palacio del Real.

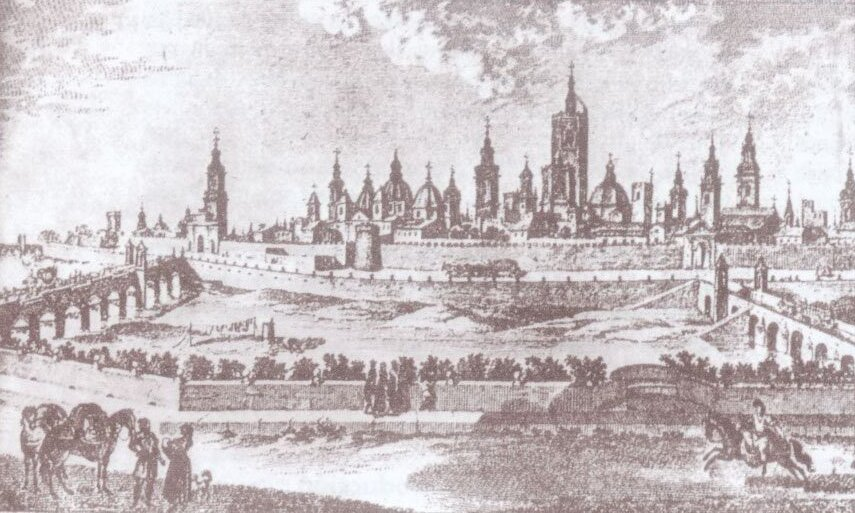
La ciudad de Valencia vista desde el convento de San Pío V

En 1811, Wellesley, el futuro duque de Wellington sigue sin moverse de Torres Vedras en Portugal y las fuerzas francesas se concentran en Aragón: el mariscal Suchet pasa a la ofensiva y cae Tarragona en septiembre, en octubre el contraataque del capitán general Joaquín Blake es derrotado el 25 de octubre de 1811 en la batalla de Sagunto que cae poco después, y a principios de diciembre se formaliza el asedio de la ciudad de Valencia. El contraataque de Blake del 28 de diciembre desde la propia ciudad es rechazado, se completan tres paralelas de asedio y el día 7 de enero de 1812 empiezan dos días de bombardeos que han de preceder al asalto: son destruidos la Universidad, el Palacio Arzobispal, el campanario del convento de Santo Domingo y muchos otros edificios, hasta que agotada la capacidad de resistencia el día 9 de enero de 1812 el capitán general Blake pide parlamento: Valencia cae, y con ella el segundo ejército de la derecha español que la defendía.
El mariscal Suchet cruza el río Turia el 14 de enero de 1812 por el puente de San José y hace su entrada oficial en la ciudad. El emperador Napoleón le nombra mariscal del Imperio y conde de la Albufera, tomando como residencia el palacio de Cervellón en la actual plaza de Tetuán. Pero impone una multa por el asesinato de franceses de 1808, el altar mayor labrado en plata y el tesoro de orfebrería medieval de la catedral hubieron de ser fundidos para hacer moneda. Los profesores y alumnos de la Universidad del Batallón Universitario son internados como prisioneros en Francia, mientras el catedrático de Botánica y director del Jardín Botánico Vicente Alfonso Lorente es condenado a muerte intercediendo por él el botánico francés Léon Dufour que le salva la vida. A nivel arquitectónico replanta los árboles del paseo de la Alameda arrancados durante el asedio y proyecta los jardines del Parterre, aunque los construyó después de la guerra el capitán general Elio. En los alrededores de la ciudad guerrilleros como el saguntino José Romeu y Parras —el llamado “héroe Romeu”— o Asensio Nebot “El Fraile” acosan a las fuerzas francesas.
Napoleón retira tropas de España para su campaña en Rusia y en verano de 1812 el duque de Wellington vence al mariscal Marmont en la batalla de los Arapiles: José I Bonaparte abandona Madrid por segunda vez llegando a Valencia con su corte el 31 de agosto de 1812 instalándose en el palacio de los condes de Parcent —hoy su solar es el jardín del mismo nombre, en la plaza Juan de Villarrasa—. Tras la retirada de Wellesley a Portugal, el rey José I Bonaparte abandona Valencia el 16 de octubre de 1812 volviendo a Madrid. En la campaña de Rusia de 1812 el emperador Napoleón pierde a su “Grande Armée” y retira más fuerzas de España para reconstruir su ejército: Wellesley vence en la batalla de Vitoria a las tropas de José I Bonaparte, el mariscal Suchet evacua Valencia el 5 de julio retirándose hacia Aragón, y el 6 de julio de 1813 entran en la ciudad las tropas españolas del general Villacampa.

## Conmemoración y recreación histórica
En 1908 la sociedad cultural Lo Rat Penat conmemoró el primer Centenario de la defensa de Valencia de 1808, quedando testimonio en la placa colocada en el mismo escenario de los hechos: las Torres de Quart.
Un siglo después en 2008 la Asociación Cultural de Amigos del Museo Histórico Militar de Valencia (ACAMHMV) organizó la celebración del 200 aniversario de la defensa de la ciudad de Valencia. Precedidos de la recreación del Crit del Palleter en el mes de mayo, el último fin de semana de junio se rememoró el Bicentenario de los hechos. Para ello se montó un campamento de época en el cauce del río Turia con aspectos de la vida cotidiana del momento, y en el entorno histórico original de las Torres de Quart grupos de recreación histórica tanto nacionales como venidos de distintos países junto a sociedades culturales y fallas representaron el ataque del mariscal Moncey, en recuerdo y homenaje a todas aquellas personas que vivieron aquellos hechos desde cualquiera de los bandos.
La gran afluencia de visitantes al campamento de época y de espectadores en la recreación, así como la notoria presencia de medios de comunicación, mostraron el interés generado por esta iniciativa de la que se espera su convocatoria anual a partir de esta celebración del bicentenario.